# Équipe d'Argentine de football à la Copa América 2021
Cet article relate le parcours de l'équipe d'Argentine de football lors de la Copa América 2021 organisé au Brésil du 13 juin au 10 juillet 2021.

## Contexte
L'équipe d'Argentine participe à sa 43e Copa América. Lors de leur dernière participation en 2019, l'équipe d'Argentine a été éliminée en demi-finale par l'équipe du Brésil, future vainqueur de la compétition, sur le score de 2-0 et a fini à la troisième place en battant l'équipe du Chili, qui avait été elle-même éliminée par l'équipe du Pérou, sur le score de 2-1.

## Maillot
Le maillot de l'équipe d'Argentine a été dévoilé par Adidas le 22 mars 2021. Le maillot domicile comporte les traditionnelles bandes verticales de couleurs bleu ciel et blanc avec un effet camouflage sur les bandes bleues. Des motifs représentant les 23 régions du pays sont aussi présent sur le maillot. Le maillot extérieur comporte plusieurs nuances de bleu, un mélange de bleu verdâtre et de bleu foncé sur le corps du maillot. Le bout des manches représente le drapeau argentin.

## Effectif
La liste des 28 joueurs est annoncée le 11 juin 2021. Lucas Alario s'est blessé avant le premier match de l'équipe et est remplacé par Julián Álvarez le même jour.
- N.B. : Les âges et les sélections sont calculés au début de la Copa América 2021, le 13 juin 2021.

## Compétition

### Premier tour
| Rang | Équipe    | Pts | J | G | N | P | Bp | Bc | Diff |
| ---- | --------- | --- | - | - | - | - | -- | -- | ---- |
| 1    | Argentine | 10  | 4 | 3 | 1 | 0 | 7  | 2  | +5   |
| 2    | Uruguay   | 7   | 4 | 2 | 1 | 1 | 4  | 2  | +2   |
| 3    | Paraguay  | 6   | 4 | 2 | 0 | 2 | 5  | 3  | +2   |
| 4    | Chili     | 5   | 4 | 1 | 2 | 1 | 3  | 4  | -1   |
| 5    | Bolivie   | 0   | 4 | 0 | 0 | 4 | 2  | 10 | -8   |

Placée dans le groupe A en compagnie de la Bolivie, de l'Uruguay, du Chili et du Paraguay, l'Argentine finit première avec 3 victoires et 1 nul. Cela lui assure une qualification pour les quarts de finale de la compétition pour la septième fois consécutive.

#### Argentine - Chili
| Match 3                    | Argentine | 1 - 1   | Chili      | Stade olympique Nilton-Santos, Rio de Janeiro                              |                                                                            |
| 14 juin 2021 19:00 (UTC−3) | Messi 33e | (1 - 0) | 57e Vargas | Spectateurs : 0 Arbitrage : Wilmar Roldán Arbitre vidéo : Jhon Ospina (es) | Spectateurs : 0 Arbitrage : Wilmar Roldán Arbitre vidéo : Jhon Ospina (es) |
| 14 juin 2021 19:00 (UTC−3) | Rapport   |         |            | Spectateurs : 0 Arbitrage : Wilmar Roldán Arbitre vidéo : Jhon Ospina (es) | Spectateurs : 0 Arbitrage : Wilmar Roldán Arbitre vidéo : Jhon Ospina (es) |

| Argentine | Chili |

| ARGENTINE :     |    |                       |     |     |
|                 |    |                       |     |     |
| Gardien de but  | 23 | Emiliano Martínez     |     |     |
|                 | 3  | Nicolás Tagliafico    |     |     |
|                 | 19 | Nicolás Otamendi      |     |     |
|                 | 2  | Lucas Martínez Quarta | 30e |     |
|                 | 4  | Gonzalo Montiel       |     | 85e |
|                 | 20 | Giovani Lo Celso      |     | 67e |
|                 | 5  | Leandro Paredes       |     | 68e |
|                 | 7  | Rodrigo De Paul       |     |     |
|                 | 15 | Nicolás González      |     | 80e |
|                 | 22 | Lautaro Martínez      | 62e | 80e |
|                 | 10 | Lionel Messi          |     |     |
| Remplaçants :   |    |                       |     |     |
|                 | 11 | Ángel Di María        |     | 67e |
|                 | 14 | Exequiel Palacios     |     | 68e |
|                 | 9  | Sergio Agüero         |     | 80e |
|                 | 16 | Joaquín Correa        |     | 80e |
|                 | 26 | Nahuel Molina         |     | 85e |
| Sélectionneur : |    |                       |     |     |
| Lionel Scaloni  |    |                       |     |     |

| CHILI :         |    |                   |     |       |
|                 |    |                   |     |       |
| Gardien de but  | 1  | Claudio Bravo     |     |       |
|                 | 2  | Eugenio Mena      |     |       |
|                 | 3  | Guillermo Maripán |     |       |
|                 | 17 | Gary Medel        |     | 84e   |
|                 | 4  | Mauricio Isla     | 25e |       |
|                 | 20 | Charles Aránguiz  |     |       |
|                 | 13 | Erick Pulgar      | 32e |       |
|                 | 8  | Arturo Vidal      | 35e | 85e   |
|                 | 9  | Jean Meneses      |     | 90+3e |
|                 | 11 | Eduardo Vargas    |     | 77e   |
|                 | 21 | Carlos Palacios   |     | 77e   |
| Remplaçants :   |    |                   |     |       |
|                 | 7  | César Pinares     |     | 77e   |
|                 | 22 | Ben Brereton      |     | 77e   |
|                 | 5  | Enzo Roco         |     | 84e   |
|                 | 19 | Tomás Alarcón     |     | 85e   |
|                 | 14 | Pablo Galdames    |     | 90+3e |
| Sélectionneur : |    |                   |     |       |
| Martín Lasarte  |    |                   |     |       |

| Assistants : Alexander Guzmán Jhon Alexander León Quatrième arbitre : Alexis Herrera (es) Arbitre assistant vidéo : Christian Lescano Homme du match : Lionel Messi |

#### Argentine - Uruguay
| Match 8                    | Argentine              | 1 - 0   | Uruguay | Stade national de Brasilia Mané Garrincha, Brasilia                          |                                                                              |
| 18 juin 2021 21:00 (UTC−3) | ( Messi) Rodriguez 12e | (1 - 0) |         | Spectateurs : 0 Arbitrage : Wilton Sampaio Arbitre vidéo : Wagner Reway (pt) | Spectateurs : 0 Arbitrage : Wilton Sampaio Arbitre vidéo : Wagner Reway (pt) |
| 18 juin 2021 21:00 (UTC−3) | Rapport                |         |         | Spectateurs : 0 Arbitrage : Wilton Sampaio Arbitre vidéo : Wagner Reway (pt) | Spectateurs : 0 Arbitrage : Wilton Sampaio Arbitre vidéo : Wagner Reway (pt) |

| Argentine | Uruguay |

| ARGENTINE :     |    |                   |       |       |
|                 |    |                   |       |       |
| Gardien de but  | 23 | Emiliano Martínez | 75e   |       |
|                 | 8  | Marcos Acuña      |       |       |
|                 | 19 | Nicolás Otamendi  |       |       |
|                 | 13 | Cristian Romero   |       |       |
|                 | 26 | Nahuel Molina     |       |       |
|                 | 20 | Giovani Lo Celso  | 48e   | 52e   |
|                 | 18 | Guido Rodríguez   |       |       |
|                 | 7  | Rodrigo De Paul   |       | 90+3e |
|                 | 15 | Nicolás González  |       | 70e   |
|                 | 22 | Lautaro Martínez  |       | 52e   |
|                 | 10 | Lionel Messi      |       |       |
| Remplaçants :   |    |                   |       |       |
|                 | 14 | Exequiel Palacios |       | 52e   |
|                 | 16 | Joaquín Correa    | 90+1e | 52e   |
|                 | 11 | Ángel Di María    |       | 70e   |
|                 | 6  | Germán Pezzella   |       | 90+3e |
| Sélectionneur : |    |                   |       |       |
| Lionel Scaloni  |    |                   |       |       |

| URUGUAY :       |    |                    |     |     |
|                 |    |                    |     |     |
| Gardien de but  | 1  | Fernando Muslera   |     |     |
|                 | 17 | Matías Viña        |     |     |
|                 | 3  | Diego Godín        |     |     |
|                 | 2  | José María Giménez |     |     |
|                 | 13 | Giovanni González  |     | 70e |
|                 | 7  | Nicolás De La Cruz |     | 65e |
|                 | 14 | Lucas Torreira     | 62e | 64e |
|                 | 6  | Rodrigo Bentancur  |     | 45e |
|                 | 15 | Federico Valverde  |     | 84e |
|                 | 21 | Edinson Cavani     |     |     |
|                 | 9  | Luis Suárez        |     |     |
| Remplaçants :   |    |                    |     |     |
|                 | 8  | Nahitan Nández     |     | 45e |
|                 | 5  | Matías Vecino      |     | 64e |
|                 | 26 | Brian Ocampo       | 90e | 65e |
|                 | 25 | Facundo Torres     |     | 70e |
|                 | 24 | Fernando Gorriarán |     | 84e |
| Sélectionneur : |    |                    |     |     |
| Óscar Tabárez   |    |                    |     |     |

| Assistants : Danilo Manis Bruno Pires Quatrième arbitre : Juan Soto Arbitre assistant vidéo : Rafael Traci Homme du match : Lionel Messi |

#### Argentine - Paraguay
| Match 12                   | Argentine             | 1 - 0   | Paraguay | Stade national de Brasilia Mané Garrincha, Brasilia                           |                                                                               |
| 21 juin 2021 21:00 (UTC−3) | ( Di Maria) Gómez 10e | (1 - 0) |          | Spectateurs : 0 Arbitrage : Jesús Valenzuela Arbitre vidéo : Jhon Ospina (es) | Spectateurs : 0 Arbitrage : Jesús Valenzuela Arbitre vidéo : Jhon Ospina (es) |
| 21 juin 2021 21:00 (UTC−3) | Rapport               |         |          | Spectateurs : 0 Arbitrage : Jesús Valenzuela Arbitre vidéo : Jhon Ospina (es) | Spectateurs : 0 Arbitrage : Jesús Valenzuela Arbitre vidéo : Jhon Ospina (es) |

| Argentine | Paraguay |

| ARGENTINE :     |    |                    |     |     |
|                 |    |                    |     |     |
| Gardien de but  | 23 | Emiliano Martínez  |     |     |
|                 | 3  | Nicolás Tagliafico |     |     |
|                 | 6  | Germán Pezzella    |     |     |
|                 | 13 | Cristian Romero    |     |     |
|                 | 26 | Nahuel Molina      |     |     |
|                 | 5  | Leandro Paredes    | 34e | 81e |
|                 | 18 | Guido Rodríguez    |     |     |
|                 | 24 | Papu Gómez         |     | 72e |
|                 | 10 | Lionel Messi       |     |     |
|                 | 11 | Ángel Di María     |     | 81e |
|                 | 9  | Sergio Agüero      |     | 59e |
| Remplaçants :   |    |                    |     |     |
|                 | 16 | Joaquín Correa     |     | 59e |
|                 | 7  | Rodrigo De Paul    |     | 72e |
|                 | 17 | Nicolás Domínguez  |     | 81e |
|                 | 21 | Ángel Correa       |     | 81e |
| Sélectionneur : |    |                    |     |     |
| Lionel Scaloni  |    |                    |     |     |

| PARAGUAY :      |    |                       |     |     |
|                 |    |                       |     |     |
| Gardien de but  | 1  | Antony Silva          |     |     |
|                 | 19 | Santiago Arzamendia   |     |     |
|                 | 6  | Júnior Alonso         |     |     |
|                 | 15 | Gustavo Gómez         | 16e |     |
|                 | 13 | Alberto Espínola      |     |     |
|                 | 26 | Robert Piris Da Motta |     | 82e |
|                 | 14 | Andrés Cubas          |     | 66e |
|                 | 10 | Miguel Almirón        |     |     |
|                 | 17 | Kaku                  |     | 66e |
|                 | 11 | Ángel Romero          |     | 87e |
|                 | 9  | Gabriel Ávalos        |     | 87e |
| Remplaçants :   |    |                       |     |     |
|                 | 16 | Ángel Cardozo Lucena  | 78e | 66e |
|                 | 21 | Óscar Romero          |     | 66e |
|                 | 8  | Richard Sánchez       |     | 82e |
|                 | 7  | Carlos González       |     | 87e |
|                 | 18 | Braian Samudio        |     | 87e |
| Sélectionneur : |    |                       |     |     |
| Eduardo Berizzo |    |                       |     |     |

| Assistants : Carlos López Jorge Urrego Quatrième arbitre : Alexis Herrera (es) Arbitre assistant vidéo : Alexander Guzmán Homme du match : Ángel Di María |

#### Bolivie - Argentine
| Match 20                   | Bolivie                    | 1 - 4   | Argentine                                                                     | Arena Pantanal, Cuiabá                                                                          |                                                                                                 |
| 28 juin 2021 20:00 (UTC−4) | ( Justiniano) Saavedra 60e | (0 - 3) | 6e Gómez (Messi ) · 33e (pen.) Messi · 42e Messi (Aguero ) · 65e La. Martínez | Spectateurs : 0 Arbitrage : Andrés Rojas (es) Arbitre vidéo : Ricardo de Burgos Bengoetxea (en) | Spectateurs : 0 Arbitrage : Andrés Rojas (es) Arbitre vidéo : Ricardo de Burgos Bengoetxea (en) |
| 28 juin 2021 20:00 (UTC−4) | Rapport                    |         |                                                                               | Spectateurs : 0 Arbitrage : Andrés Rojas (es) Arbitre vidéo : Ricardo de Burgos Bengoetxea (en) | Spectateurs : 0 Arbitrage : Andrés Rojas (es) Arbitre vidéo : Ricardo de Burgos Bengoetxea (en) |

| Bolivie | Argentine |

| BOLIVIE :       |    |                   |       |     |
|                 |    |                   |       |     |
| Gardien de but  | 1  | Carlos Lampe      |       |     |
|                 | 17 | Roberto Fernández |       | 81e |
|                 | 5  | Adrián Jusino     |       |     |
|                 | 4  | Luis Haquin       |       |     |
|                 | 8  | Diego Bejarano    |       |     |
|                 | 20 | Ramiro Vaca       |       |     |
|                 | 15 | Boris Céspedes    |       | 61e |
|                 | 6  | Leonel Justiniano |       |     |
|                 | 16 | Erwin Saavedra    |       | 85e |
|                 | 25 | Jeyson Chura      |       | 61e |
|                 | 18 | Gilbert Álvarez   |       | 61e |
| Remplaçants :   |    |                   |       |     |
|                 | 3  | José Sagredo      |       | 61e |
|                 | 10 | Henry Vaca        |       | 61e |
|                 | 11 | Rodrigo Ramallo   | 86e   | 61e |
|                 | 13 | Diego Wayar       | 90+2e | 81e |
|                 | 14 | Moisés Villarroel |       | 85e |
| Sélectionneur : |    |                   |       |     |
| César Farías    |    |                   |       |     |

| ARGENTINE :     |    |                   |     |     |
|                 |    |                   |     |     |
| Gardien de but  | 1  | Franco Armani     |     |     |
|                 | 8  | Marcos Acuña      | 90e |     |
|                 | 25 | Lisandro Martínez |     |     |
|                 | 6  | Germán Pezzella   |     |     |
|                 | 4  | Gonzalo Montiel   |     |     |
|                 | 18 | Guido Rodríguez   |     | 71e |
|                 | 14 | Exequiel Palacios |     | 71e |
|                 | 24 | Papu Gómez        |     | 56e |
|                 | 10 | Lionel Messi      |     |     |
|                 | 21 | Ángel Correa      |     | 64e |
|                 | 9  | Sergio Agüero     |     | 63e |
| Remplaçants :   |    |                   |     |     |
|                 | 27 | Julián Álvarez    |     | 56e |
|                 | 22 | Lautaro Martínez  |     | 63e |
|                 | 20 | Giovani Lo Celso  |     | 64e |
|                 | 5  | Leandro Paredes   |     | 71e |
|                 | 17 | Nicolás Domínguez |     | 71e |
| Sélectionneur : |    |                   |     |     |
| Lionel Scaloni  |    |                   |     |     |

| Assistants : Jhon Alexander León Jonny Bossio Quatrième arbitre : Diego Haro (en) Arbitre assistant vidéo : Alexander Guzmán Homme du match : Lionel Messi |

### Phase à élimination directe

#### Quart de finale: Argentine - Équateur
| Match 24                     | Argentine                                                      | 3 - 0   | Équateur | Stade national de Brasilia Mané Garrincha, Brasilia                          |                                                                              |
| 3 juillet 2021 22:00 (UTC−3) | ( Messi) De Paul 40e · ( Messi) La. Martínez 84e · Messi 90+3e | (1 - 0) |          | Spectateurs : 0 Arbitrage : Wilton Sampaio Arbitre vidéo : Wagner Reway (pt) | Spectateurs : 0 Arbitrage : Wilton Sampaio Arbitre vidéo : Wagner Reway (pt) |
| 3 juillet 2021 22:00 (UTC−3) | Rapport                                                        |         |          | Spectateurs : 0 Arbitrage : Wilton Sampaio Arbitre vidéo : Wagner Reway (pt) | Spectateurs : 0 Arbitrage : Wilton Sampaio Arbitre vidéo : Wagner Reway (pt) |

| Argentine | Équateur |

| ARGENTINE :     |    |                    |       |       |
|                 |    |                    |       |       |
| Gardien de but  | 23 | Emiliano Martínez  |       |       |
|                 | 8  | Marcos Acuña       |       |       |
|                 | 19 | Nicolás Otamendi   | 45+4e |       |
|                 | 6  | Germán Pezzella    |       |       |
|                 | 26 | Nahuel Molina      |       |       |
|                 | 20 | Giovani Lo Celso   |       | 71e   |
|                 | 5  | Leandro Paredes    |       | 71e   |
|                 | 7  | Rodrigo De Paul    |       |       |
|                 | 15 | Nicolás González   | 66e   | 83e   |
|                 | 22 | Lautaro Martínez   |       | 90+4e |
|                 | 10 | Lionel Messi       |       |       |
| Remplaçants :   |    |                    |       |       |
|                 | 11 | Ángel Di María     |       | 71e   |
|                 | 18 | Guido Rodríguez    |       | 71e   |
|                 | 3  | Nicolás Tagliafico |       | 83e   |
|                 | 9  | Sergio Agüero      |       | 90+4e |
| Sélectionneur : |    |                    |       |       |
| Lionel Scaloni  |    |                    |       |       |

| ÉQUATEUR :      |    |                  |       |     |
|                 |    |                  |       |     |
| Gardien de but  | 1  | Hernán Galíndez  |       |     |
|                 | 7  | Pervis Estupiñán | 44e   |     |
|                 | 3  | Piero Hincapié   | 90+2e |     |
|                 | 4  | Robert Arboleda  |       |     |
|                 | 17 | Ángelo Preciado  | 20e   | 83e |
|                 | 20 | Jhegson Méndez   |       |     |
|                 | 10 | Carlos Gruezo    |       | 45e |
|                 | 21 | Alan Franco      | 31e   | 70e |
|                 | 27 | Diego Palacios   |       | 45e |
|                 | 13 | Enner Valencia   |       |     |
|                 | 15 | Ángel Mena       |       |     |
| Remplaçants :   |    |                  |       |     |
|                 | 11 | Michael Estrada  |       | 45e |
|                 | 19 | Gonzalo Plata    |       | 45e |
|                 | 23 | Moisés Caicedo   |       | 70e |
|                 | 9  | Leonardo Campana |       | 83e |
| Sélectionneur : |    |                  |       |     |
| Gustavo Alfaro  |    |                  |       |     |

| Assistants : Danilo Manis Bruno Pires Quatrième arbitre : Víctor Hugo Carrillo Arbitres assistants vidéo : Rafael Traci Eduardo Cardozo Homme du match : Lionel Messi |

#### Demi-finale: Argentine - Colombie
| Match 26                     | Argentine                                | 1 - 1             | Colombie                                    | Stade national de Brasilia Mané Garrincha, Brasilia         |                                                             |
| 6 juillet 2021 22:00 (UTC−3) | ( Messi) La. Martínez 7e                 | (1 - 0)           | 61e Díaz ( Cardona)                         | Arbitrage : Jesús Valenzuela Arbitre vidéo : Julio Bascuñán | Arbitrage : Jesús Valenzuela Arbitre vidéo : Julio Bascuñán |
| 6 juillet 2021 22:00 (UTC−3) | Rapport                                  |                   |                                             | Arbitrage : Jesús Valenzuela Arbitre vidéo : Julio Bascuñán | Arbitrage : Jesús Valenzuela Arbitre vidéo : Julio Bascuñán |
| 6 juillet 2021 22:00 (UTC−3) | Messi · De Paul · Paredes · La. Martínez | Tirs au but 3 - 2 | Cuadrado · Sánchez · Mina · Borja · Cardona | Arbitrage : Jesús Valenzuela Arbitre vidéo : Julio Bascuñán | Arbitrage : Jesús Valenzuela Arbitre vidéo : Julio Bascuñán |

| Argentine | Colombie |

| ARGENTINE :     |    |                    |       |       |
|                 |    |                    |       |       |
| Gardien de but  | 23 | Emiliano Martínez  |       |       |
|                 | 3  | Nicolás Tagliafico |       |       |
|                 | 19 | Nicolás Otamendi   |       |       |
|                 | 6  | Germán Pezzella    | 90+1e |       |
|                 | 26 | Nahuel Molina      |       | 45e   |
|                 | 20 | Giovani Lo Celso   | 21e   | 56e   |
|                 | 18 | Guido Rodríguez    | 87e   |       |
|                 | 7  | Rodrigo De Paul    |       |       |
|                 | 15 | Nicolás González   | 66e   | 67e   |
|                 | 22 | Lautaro Martínez   |       | 90+4e |
|                 | 10 | Lionel Messi       |       |       |
| Remplaçants :   |    |                    |       |       |
|                 | 4  | Gonzalo Montiel    | 72e   | 45e   |
|                 | 5  | Leandro Paredes    |       | 56e   |
|                 | 11 | Ángel Di María     |       | 67e   |
| Sélectionneur : |    |                    |       |       |
| Lionel Scaloni  |    |                    |       |       |

| COLOMBIE :      |    |                     |       |     |
|                 |    |                     |       |     |
| Gardien de but  | 1  | David Ospina        |       |     |
|                 | 6  | William Tesillo     |       | 45e |
|                 | 23 | Davinson Sánchez    |       |     |
|                 | 13 | Yerry Mina          |       |     |
|                 | 16 | Daniel Muñoz        | 75e   |     |
|                 | 14 | Luis Díaz           |       |     |
|                 | 8  | Gustavo Cuéllar     |       | 45e |
|                 | 5  | Wílmar Barrios      | 88e   |     |
|                 | 11 | Juan Cuadrado       | 45+4e |     |
|                 | 7  | Duván Zapata        |       | 60e |
|                 | 18 | Rafael Santos Borré |       | 45e |
| Remplaçants :   |    |                     |       |     |
|                 | 28 | Yimmi Chará         |       | 45e |
|                 | 10 | Edwin Cardona       | 86e   | 45e |
|                 | 26 | Frank Fabra         | 55e   | 45e |
|                 | 19 | Miguel Borja        | 63e   | 60e |
| Sélectionneur : |    |                     |       |     |
| Reinaldo Rueda  |    |                     |       |     |

| Assistants : Carlos López Jorge Urrego Quatrième arbitre : Juan Soto Cinquième arbitre : Byron Romero Arbitres assistants vidéo : Cristian Garay Eduardo Cardozo Homme du match : Emiliano Martínez |

#### Finale: Argentine - Brésil
| Match 28              | Argentine               | 1 - 0   | Brésil | Stade Maracanã, Rio de Janeiro                                                     |                                                                                    |
| 10 juillet 2021 21:00 | ( De Paul) Di María 22e | (1 - 0) |        | Spectateurs : 7 800 Arbitrage : Esteban Ostojich (en) Arbitre vidéo : Andrés Cunha | Spectateurs : 7 800 Arbitrage : Esteban Ostojich (en) Arbitre vidéo : Andrés Cunha |
| 10 juillet 2021 21:00 | Rapport                 |         |        | Spectateurs : 7 800 Arbitrage : Esteban Ostojich (en) Arbitre vidéo : Andrés Cunha | Spectateurs : 7 800 Arbitrage : Esteban Ostojich (en) Arbitre vidéo : Andrés Cunha |

| Argentine | Brésil |

| ARGENTINE :     |    |                    |     |     |
|                 |    |                    |     |     |
| Gardien de but  | 23 | Emiliano Martínez  |     |     |
|                 | 8  | Marcos Acuña       |     |     |
|                 | 19 | Nicolás Otamendi   | 81e |     |
|                 | 13 | Cristian Romero    |     | 79e |
|                 | 4  | Gonzalo Montiel    | 89e |     |
|                 | 20 | Giovani Lo Celso   | 51e | 63e |
|                 | 5  | Leandro Paredes    | 33e | 54e |
|                 | 7  | Rodrigo De Paul    | 68e |     |
|                 | 11 | Ángel Di María     |     | 79e |
|                 | 22 | Lautaro Martínez   |     | 79e |
|                 | 10 | Lionel Messi       |     |     |
| Remplaçants :   |    |                    |     |     |
|                 | 18 | Guido Rodríguez    |     | 54e |
|                 | 3  | Nicolás Tagliafico |     | 63e |
|                 | 6  | Germán Pezzella    |     | 79e |
|                 | 15 | Nicolás González   |     | 79e |
|                 | 14 | Exequiel Palacios  |     | 79e |
| Sélectionneur : |    |                    |     |     |
| Lionel Scaloni  |    |                    |     |     |

| BRÉSIL :        |    |                 |     |     |
|                 |    |                 |     |     |
| Gardien de but  | 23 | Ederson         |     |     |
|                 | 16 | Renan Lodi      | 70e | 76e |
|                 | 3  | Thiago Silva    |     |     |
|                 | 4  | Marquinhos      | 82e |     |
|                 | 2  | Danilo          |     |     |
|                 | 8  | Fred            | 3e  | 45e |
|                 | 5  | Casemiro        |     |     |
|                 | 17 | Lucas Paquetá   | 72e | 76e |
|                 | 7  | Richarlison     |     |     |
|                 | 10 | Neymar          |     |     |
|                 | 19 | Everton         |     | 63e |
| Remplaçants :   |    |                 |     |     |
|                 | 20 | Roberto Firmino |     | 45e |
|                 | 18 | Vinícius Júnior |     | 63e |
|                 | 13 | Emerson         |     | 76e |
|                 | 21 | Gabriel Barbosa |     | 76e |
| Sélectionneur : |    |                 |     |     |
| Tite            |    |                 |     |     |

| Assistants : Carlos Barreiro Martín Soppi Quatrième arbitre : Diego Haro (en) Cinquième arbitre : José Antelo Arbitres assistants vidéo : Daniel Fedorczuk (en) Alexander Guzmán Jhon Ospina (es) Homme du match : Ángel Di María |

## Statistiques

### Temps de jeu
| Joueur                |          |          |          |          |          |          |          | TT       | But inscrit | Passe décisive | MJ       | MT       | Légende |
| --------------------- | -------- | -------- | -------- | -------- | -------- | -------- | -------- | -------- | ----------- | -------------- | -------- | -------- | --- |
| Gardiens              | Gardiens | Gardiens | Gardiens | Gardiens | Gardiens | Gardiens | Gardiens | Gardiens | Gardiens    | Gardiens       | Gardiens | Gardiens | Abréviations et symboles : TT : Total de minutes jouées MJ : Nombre de matchs joués MT : Matchs joués en tant que titulaire : but : passe décisive : joueur entré : joueur remplacé : capitaine : carton jaune : carton rouge |
| Franco Armani         |          |          |          | 90       |          |          |          | 90       |             |                | 1        | 1        | Abréviations et symboles : TT : Total de minutes jouées MJ : Nombre de matchs joués MT : Matchs joués en tant que titulaire : but : passe décisive : joueur entré : joueur remplacé : capitaine : carton jaune : carton rouge |
| Agustín Marchesín     |          |          |          |          |          |          |          | 0        |             |                |          |          | Abréviations et symboles : TT : Total de minutes jouées MJ : Nombre de matchs joués MT : Matchs joués en tant que titulaire : but : passe décisive : joueur entré : joueur remplacé : capitaine : carton jaune : carton rouge |
| Emiliano Martínez     | 90       | 90       | 90       |          | 90       | 90       | 90       | 540      |             |                | 6        | 6        | Abréviations et symboles : TT : Total de minutes jouées MJ : Nombre de matchs joués MT : Matchs joués en tant que titulaire : but : passe décisive : joueur entré : joueur remplacé : capitaine : carton jaune : carton rouge |
| Juan Musso            |          |          |          |          |          |          |          | 0        |             |                |          |          | Abréviations et symboles : TT : Total de minutes jouées MJ : Nombre de matchs joués MT : Matchs joués en tant que titulaire : but : passe décisive : joueur entré : joueur remplacé : capitaine : carton jaune : carton rouge |
| Défenseurs            |          |          |          |          |          |          |          |          |             |                |          |          | Abréviations et symboles : TT : Total de minutes jouées MJ : Nombre de matchs joués MT : Matchs joués en tant que titulaire : but : passe décisive : joueur entré : joueur remplacé : capitaine : carton jaune : carton rouge |
| Lucas Martínez Quarta | 90       |          |          |          |          |          |          | 90       |             |                | 1        | 1        | Abréviations et symboles : TT : Total de minutes jouées MJ : Nombre de matchs joués MT : Matchs joués en tant que titulaire : but : passe décisive : joueur entré : joueur remplacé : capitaine : carton jaune : carton rouge |
| Nicolás Tagliafico    | 90       |          | 90       |          | 7        | 90       | 27       | 304      |             |                | 5        | 3        | Abréviations et symboles : TT : Total de minutes jouées MJ : Nombre de matchs joués MT : Matchs joués en tant que titulaire : but : passe décisive : joueur entré : joueur remplacé : capitaine : carton jaune : carton rouge |
| Gonzalo Montiel       | 85       |          |          | 90       |          | 45       | 90       | 310      |             |                | 4        | 3        | Abréviations et symboles : TT : Total de minutes jouées MJ : Nombre de matchs joués MT : Matchs joués en tant que titulaire : but : passe décisive : joueur entré : joueur remplacé : capitaine : carton jaune : carton rouge |
| Germán Pezzella       |          | 1        | 90       | 90       | 90       | 90       | 11       | 372      |             |                | 6        | 4        | Abréviations et symboles : TT : Total de minutes jouées MJ : Nombre de matchs joués MT : Matchs joués en tant que titulaire : but : passe décisive : joueur entré : joueur remplacé : capitaine : carton jaune : carton rouge |
| Marcos Acuña          |          | 90       |          | 90       | 90       |          | 90       | 360      |             |                | 4        | 4        | Abréviations et symboles : TT : Total de minutes jouées MJ : Nombre de matchs joués MT : Matchs joués en tant que titulaire : but : passe décisive : joueur entré : joueur remplacé : capitaine : carton jaune : carton rouge |
| Cristian Romero       |          | 90       | 90       |          |          |          | 79       | 259      |             |                | 3        | 3        | Abréviations et symboles : TT : Total de minutes jouées MJ : Nombre de matchs joués MT : Matchs joués en tant que titulaire : but : passe décisive : joueur entré : joueur remplacé : capitaine : carton jaune : carton rouge |
| Nicolás Otamendi      | 90       | 90       |          |          | 90       | 90       | 90       | 450      |             |                | 5        | 5        | Abréviations et symboles : TT : Total de minutes jouées MJ : Nombre de matchs joués MT : Matchs joués en tant que titulaire : but : passe décisive : joueur entré : joueur remplacé : capitaine : carton jaune : carton rouge |
| Lisandro Martínez     |          |          |          | 90       |          |          |          | 90       |             |                | 1        | 1        | Abréviations et symboles : TT : Total de minutes jouées MJ : Nombre de matchs joués MT : Matchs joués en tant que titulaire : but : passe décisive : joueur entré : joueur remplacé : capitaine : carton jaune : carton rouge |
| Nahuel Molina         | 5        | 90       | 90       |          | 90       | 45       |          | 320      |             |                | 5        | 4        | Abréviations et symboles : TT : Total de minutes jouées MJ : Nombre de matchs joués MT : Matchs joués en tant que titulaire : but : passe décisive : joueur entré : joueur remplacé : capitaine : carton jaune : carton rouge |
| Milieux               |          |          |          |          |          |          |          |          |             |                |          |          | Abréviations et symboles : TT : Total de minutes jouées MJ : Nombre de matchs joués MT : Matchs joués en tant que titulaire : but : passe décisive : joueur entré : joueur remplacé : capitaine : carton jaune : carton rouge |
| Leandro Paredes       | 68       |          | 81       | 19       | 71       | 34       | 54       | 327      |             |                | 6        | 4        | Abréviations et symboles : TT : Total de minutes jouées MJ : Nombre de matchs joués MT : Matchs joués en tant que titulaire : but : passe décisive : joueur entré : joueur remplacé : capitaine : carton jaune : carton rouge |
| Rodrigo De Paul       | 90       | 89       | 18       |          | 90       | 90       | 90       | 467      | 1           | 1              | 6        | 5        | Abréviations et symboles : TT : Total de minutes jouées MJ : Nombre de matchs joués MT : Matchs joués en tant que titulaire : but : passe décisive : joueur entré : joueur remplacé : capitaine : carton jaune : carton rouge |
| Ángel Di María        | 23       | 20       | 81       |          | 19       | 23       | 79       | 245      | 1           | 1              | 6        | 2        | Abréviations et symboles : TT : Total de minutes jouées MJ : Nombre de matchs joués MT : Matchs joués en tant que titulaire : but : passe décisive : joueur entré : joueur remplacé : capitaine : carton jaune : carton rouge |
| Exequiel Palacios     | 22       | 38       |          | 71       |          |          | 11       | 142      |             |                | 3        | 1        | Abréviations et symboles : TT : Total de minutes jouées MJ : Nombre de matchs joués MT : Matchs joués en tant que titulaire : but : passe décisive : joueur entré : joueur remplacé : capitaine : carton jaune : carton rouge |
| Nicolás Domínguez     |          |          | 9        | 19       |          |          |          | 28       |             |                | 2        |          | Abréviations et symboles : TT : Total de minutes jouées MJ : Nombre de matchs joués MT : Matchs joués en tant que titulaire : but : passe décisive : joueur entré : joueur remplacé : capitaine : carton jaune : carton rouge |
| Guido Rodríguez       |          | 90       | 90       | 71       | 19       | 90       | 36       | 396      | 1           |                | 6        | 4        | Abréviations et symboles : TT : Total de minutes jouées MJ : Nombre de matchs joués MT : Matchs joués en tant que titulaire : but : passe décisive : joueur entré : joueur remplacé : capitaine : carton jaune : carton rouge |
| Giovani Lo Celso      | 67       | 52       |          | 26       | 71       | 56       | 63       | 335      |             |                | 6        | 5        | Abréviations et symboles : TT : Total de minutes jouées MJ : Nombre de matchs joués MT : Matchs joués en tant que titulaire : but : passe décisive : joueur entré : joueur remplacé : capitaine : carton jaune : carton rouge |
| Attaquants            |          |          |          |          |          |          |          |          |             |                |          |          | Abréviations et symboles : TT : Total de minutes jouées MJ : Nombre de matchs joués MT : Matchs joués en tant que titulaire : but : passe décisive : joueur entré : joueur remplacé : capitaine : carton jaune : carton rouge |
| Sergio Agüero         | 10       |          | 59       | 63       | 1        |          |          | 133      |             | 1              | 4        | 3        | Abréviations et symboles : TT : Total de minutes jouées MJ : Nombre de matchs joués MT : Matchs joués en tant que titulaire : but : passe décisive : joueur entré : joueur remplacé : capitaine : carton jaune : carton rouge |
| Lionel Messi          | 90       | 90       | 90       | 90       | 90       | 90       | 90       | 630      | 4           | 5              | 7        | 7        | Abréviations et symboles : TT : Total de minutes jouées MJ : Nombre de matchs joués MT : Matchs joués en tant que titulaire : but : passe décisive : joueur entré : joueur remplacé : capitaine : carton jaune : carton rouge |
| Nicolás González      | 80       | 70       |          |          | 83       | 67       | 11       | 311      |             |                | 5        | 4        | Abréviations et symboles : TT : Total de minutes jouées MJ : Nombre de matchs joués MT : Matchs joués en tant que titulaire : but : passe décisive : joueur entré : joueur remplacé : capitaine : carton jaune : carton rouge |
| Joaquín Correa        | 10       | 38       | 31       |          |          |          |          | 79       |             |                | 3        |          | Abréviations et symboles : TT : Total de minutes jouées MJ : Nombre de matchs joués MT : Matchs joués en tant que titulaire : but : passe décisive : joueur entré : joueur remplacé : capitaine : carton jaune : carton rouge |
| Ángel Correa          |          |          | 9        | 64       |          |          |          | 73       |             |                | 2        | 1        | Abréviations et symboles : TT : Total de minutes jouées MJ : Nombre de matchs joués MT : Matchs joués en tant que titulaire : but : passe décisive : joueur entré : joueur remplacé : capitaine : carton jaune : carton rouge |
| Lautaro Martínez      | 80       | 52       |          | 27       | 89       | 90       | 79       | 417      | 3           |                | 6        | 5        | Abréviations et symboles : TT : Total de minutes jouées MJ : Nombre de matchs joués MT : Matchs joués en tant que titulaire : but : passe décisive : joueur entré : joueur remplacé : capitaine : carton jaune : carton rouge |
| Papu Gómez            |          |          | 72       | 56       |          |          |          | 128      | 2           |                | 2        | 2        | Abréviations et symboles : TT : Total de minutes jouées MJ : Nombre de matchs joués MT : Matchs joués en tant que titulaire : but : passe décisive : joueur entré : joueur remplacé : capitaine : carton jaune : carton rouge |
| Julián Álvarez        |          |          |          | 34       |          |          |          | 34       |             |                | 1        |          | Abréviations et symboles : TT : Total de minutes jouées MJ : Nombre de matchs joués MT : Matchs joués en tant que titulaire : but : passe décisive : joueur entré : joueur remplacé : capitaine : carton jaune : carton rouge |

| Buts | Joueurs          | Adversaires                   |
| ---- | ---------------- | ----------------------------- |
| 4    | Lionel Messi     | Chili, Bolivie (×2), Équateur |
| 3    | Lautaro Martínez | Bolivie, Équateur, Colombie   |
| 2    | Papu Gómez       | Paraguay, Bolivie             |
| 1    | Ángel Di María   | Brésil                        |
| 1    | Rodrigo De Paul  | Équateur                      |
| 1    | Guido Rodríguez  | Uruguay                       |

| Passes | Joueurs         | Adversaires                               |
| ------ | --------------- | ----------------------------------------- |
| 5      | Lionel Messi    | Uruguay, Bolivie, Équateur (×2), Colombie |
| 1      | Sergio Agüero   | Bolivie                                   |
| 1      | Rodrigo De Paul | Brésil                                    |
| 1      | Ángel Di María  | Paraguay                                  |